# Sipos László Magyar Néprajzi Múzeum
A bogdándi Sipos László Magyar Néprajzi Múzeum műemléknek nyilvánított múzeum Romániában, Szatmár megyében. A romániai műemlékek jegyzékében az SM-II-m-B-05268 sorszámon szerepel.